# Manuel de Falla (stacja metra)
Manuel de Falla – stacja metra w Madrycie, na linii 10. Znajduje się w Alcobendas i zlokalizowana jest pomiędzy stacjami Baunatal i Marqués de la Valdavia. Została otwarta 26 kwietnia 2007.